# Ana Dabović
Ana Dabović (in serbo Ана Дабовић?; Cettigne, 18 agosto 1989) è una cestista serba.

## Carriera
Con la Serbia ha disputato due edizioni dei Giochi olimpici (Rio de Janeiro 2016, Tokyo 2020), i Campionati mondiali del 2014 e cinque edizioni dei Campionati europei (2013, 2015, 2017, 2019, 2021).

## Palmarès
- Campionato WNBA: 1

Los Angeles Sparks: 2016
- WNBA All-Rookie First Team (2015)